# Leopardpanzerwels
Der Leopardpanzerwels (Brochis leopardus, Synonym: Corydoras leopardus) ist ein Süßwasserfisch aus der Familie der Panzer- und Schwielenwelse. Über die Art ist nur wenig bekannt. Die Heimat des Fisches ist das südamerikanische Amazonasgebiet. Der Leopardpanzerwels ist ein Aquarienfisch.

## Beschreibung
Der Leopardpanzerwels wird ca. 6 cm groß. Färbung und Muster und sind variabel. Äußerlich wird er häufig mit dem Dreibinden-Panzerwels (Hoplisoma trilineatum) und dem Juli-Panzerwels (Hoplisoma julii) verwechselt. Die Zeichnung des Juli-Panzerwelses wird jedoch von Punkten dominiert, während der Leopardpanzerwels mindestens einen Streifen aufweist. Im Vergleich zum Dreibinden-Panzerwels, dessen Zeichnung in der Tat zum Verwechseln ähnlich sein kann, ist der Leopardpanzerwels jedoch langschnäuziger.

## Lebensweise
Wie alle Panzerwelse ist auch der Leopardpanzerwels ein Darmatmer, muss also von Zeit zu Zeit an die Wasseroberfläche gelangen.

## Taxonomie
Die Erstbeschreibung Myers basiert auf zwei Aquarienexemplaren. Der Typenfundort ist nur vage als Brasilien, vermutlich Amazonas oder einer der unmittelbar südlichen Küstenströme genannt. Nijssen und Isbrücker halten das kleinere Exemplar allerdings für ein Jungtier von Corydoras trilineatus, das größere kann ihrer Meinung nach ein Leopardpanzerwels sein. Auf Grund der Größe der von Myers beschriebenen Typen gehen Nijssen und Isbrücker auch davon aus, dass diese nicht die in der Abbildung der Originalbeschreibung gezeigten Exemplare sind. Myers stellte bereits 1935 fest, dass das Foto retuschiert und fehlerhaft ist.